# Разгон, Израиль Борисович
Израиль Борисович Разгон (1892 — 2 декабря 1937) — советский военно-морской деятель, корпусной комиссар (1935).

## Биография
Сын музыканта-клезмера, зарабатывавшего на жизнь игрой на еврейских свадьбах. Родился в г. Темир-Хан-Шура, вырос в Бобруйске. Двоюродный брат писателя Льва Разгона. Брат — начальник уголовного розыска Мерик Горохов (Горохов-Разгон Марк Борисович) (1897—1938). Брат — Горохов Леонид Борисович (1899, Бобруйск — после 1955) — советский партийный деятель, заместитель начальника Управления принудительных работ НКВД (1922), генеральный консул СССР в Тебризе (Иран, 1922-1923), затем работал в книгоиздательстве, репрессирован, находился в лагерях Коми АССР.
Окончил гимназию и коммерческое училище, из института был исключен. Член РСДРП с 1908 года. За революционную деятельность сидел в тюрьме и был сослан на европейский Север.
В 1912 году был призван в армию (по другой версии — пошёл добровольно). Участник Первой мировой войны, награждён четырьмя Георгиевскими крестами. Прапорщик (1916).
С 1918 года в РККА. В Гражданскую войну — командир полка, военком 17-й дивизии (Западный и Южный фронты).
В 1921—1922 военком штаба Петроградского ВО, участвовал в подавлении Кронштадтского мятежа.
С апреля 1923 по 1924 год помощник военного назира и командующий армией Бухарской Народной Республики, член РВС 13-го стрелкового корпуса. Награждён высшей наградой БНР — орденом Красного Полумесяца 1-й степени.
С 1924 года слушатель Военной академии РККА, одновременно военком её Восточного факультета.
С 1925 года — в Китае (под фамилией «Ольгин») — заместитель начальника Южнокитайской группы военных советников по политической части, советник Центральной военной школы. По требованию Чан Кайши покинул Китай 21 марта 1926 года (вместе с Н. В. Куйбышевым и В. П. Рогачевым).
С 1926 года — военком, с 1928 года — военком и начальник Гидрографического управления ВМС. В 1928 году награждён орденом Красного Знамени.
С мая 1932 года — помощник командующего Морскими Силами Чёрного моря. С февраля 1936 года — помощник командующего Балтийским флотом по материальному обеспечению, командир Главного военного порта БФ.
С марта 1937 года — начальник Управления вооружения Морских сил РККА.
Арестован 16 августа 1937 года, 2 декабря по обвинению в участии в военном заговоре приговорён к расстрелу. В тот же день расстрелян.